# 695 Bella
695 Bella este un asteroid din centura principală, descoperit pe 7 noiembrie 1909, de Joel Metcalf.